# Detektivbüro LasseMaja (Fernsehserie)
Detektivbüro LasseMaja (LasseMajas detektivbyrå) ist ein schwedischer Fernsehadventskalender aus dem Jahr 2006. Die Fernsehserie wurde täglich vom 1. bis 24. Dezember 2006 auf Sveriges Television ausgestrahlt und basiert auf der gleichnamigen Buchreihe von Martin Widmark und Helena Willis.

## Handlung
Die Serie handelt von den zehnjährigen Detektiven Lasse und Maja vom Detektivbüro LasseMaja, die den Polizeiinspektor bei der Aufklärung von Verbrechen unterstützen. Es handelt sich um einen Fernsehadventskalender, der zur Weihnachtszeit spielt. So möchte der Polizeiinspektor für seine Eltern ein Krippenspiel organisieren, welches in der letzten Folge aufgeführt wird. In der deutschen Fassung wurden die Folgen, von ursprünglich 24 auf 12 reduziert.
1. Fall
Wegen der Organisation eines Krippenspiels hat der Polizeiinspektor weniger Zeit für die Aufklärung von Verbrechen und bittet die zehnjährigen Detektive Lasse und Maja vom Detektivbüro LasseMaja um Hilfe, als das Café Marsaan ausgeraubt wird. Sie lernen Steve Marsaan, den Inhaber und Ulla Bernhard, die Chefin des Cafés kennen. Der Polizeiinspektor glaubt in Ulla die perfekte Besetzung des Weihnachtsengels gefunden zu haben. Doch letztendlich stellt sich heraus, dass Steve und Ulla gemeinsam für den Raub verantwortlich waren. Steve behauptete, dass er und Ulla ein neues Café in Saint-Tropez eröffnen wollten, aber eigentlich wollte er nur genug Geld stehlen, um ein Boot für das Segeln im Mittelmeer zu kaufen. (Folgen 1 bis 2, im schwedischen Original Folgen 1 bis 4)
2. Fall
Nachdem die Mumie des ägyptischen Königs Maiherper in das Museum gebracht wird, wird ein wertvolles Gemälde gestohlen. Der Nachtwächter glaubt die Mumie habe das Gemälde gestohlen. Derweil sucht der Polizeiinspektor weiterhin nach Darstellern für sein Krippenspiel und glaubt in dem Kellner Dino einen perfekten Jesus gefunden zu haben. Wenig später erhält Barbro Palm, die Direktorin des Museums, ein Erpresser schreiben. Sie soll dem Erpresser Geld schicken, ansonsten würde er weitere Bilder stehlen. Es stellt sich raus, dass Cornelia, die Reinigungskraft im Museum das Gemälde gestohlen hat. Sie verkleidete sich dazu nachts als Mumie und erschreckte so den Nachtwächter. Sie wollte sich mit dem Diebstahl an ihrer fiesen Chefin Barbro Palm rächen. (Folge 3, im schwedischen Original Folgen 4 bis 7)
3. Fall
Die Zwillingsdiamanten des Juweliers Muhammed Karat werden gestohlen. Es stellt sich raus, dass Lollo Schmith diese gestohlen hat. Er hat viel Geld von seinem Vater bekommen, aber die Diamanten standen nicht zum Verkauf. Da er diese unbedingt haben wollte, schnitt ein Loch in einen Apfel, steckte den Diamanten in das Loch und ließ den Apfel in eine Regenrinne fallen. Er nahm ihn mit, als er dort während seiner Joggingzeit zum Dehnen anhielt. (Folge 4, im schwedischen Original Folgen 7 bis 10)
4. Fall
Lasse und Maja nehmen eine Pause von ihrer Detektivarbeit und besuchen den Weihnachtsmarkt in Valleby. Sie beobachten die Show der Eisprinzessin auf der Eisbahn. Kurz nach Ende der Show stellen sie und andere Zuschauer fest, dass ihnen Geld fehlt. Es stellt sie heraus, dass die Eisprinzessin das Geld nahm. Sie war es leid ständig herumzuziehen und wollte mit dem gestohlenen Geld ihren Aufenthalt in Valleby bezahlen. Dazu hat sie ihrem kleinen Affen Sylvester beigebracht, den Leuten die Portemonnaies wegzunehmen. Weil sie das Geld letztendlich zurückgibt, wird sie nicht verhaftet. Stattdessen erlaubt der Polizeiinspektor der Eisprinzessin, eine Nebelmaschine zu bedienen und einen Engel im Krippenspiel zu spielen. (Folgen 5 bis 6, im schwedischen Original Folgen 10 bis 13)
5. Fall
Ein bekannter Autor, Frank Franksson, kehrt für eine Lesung seines neuen Romans Kärlek på Prärien in seine ehemalige Heimatstadt Valleby zurück. Plötzlich geraten er und sein Freund Jonas Boklund, der Besitzer der Buchhandlung von Valleby, in einen Streit. Als Frank seinen Roman vorliest, gerät er plötzlich ins Stottern und bricht kurz vor Ende der Lesung ab. Das Ende des Romans fehlt. Die Detektive glauben, dass Jonas Frank erpresst. Es stellt sich jedoch heraus, dass nicht Frank, sondern Jonas der Autor des Romans ist. Eigentlich hatten die beiden besprochen dieses später auch öffentlich zu verkünden, aber Frank wollte das nicht mehr. Daher weigerte sich Jonas ihm das Ende von Kärlek på Prärien auszuhändigen. (Folge 7, im schwedischen Original Folgen 13 bis 16)
6. Fall
Weil er mit seinem Weihnachtsmusical viel zu tun hat, bittet der Polizeiinspektor die Detektive bei einem neuen Fall um Hilfe. Die reiche Familie Åkerö hat ein Zimmer in einem Hotel gebucht. Am nächsten Tag verschwindet ihr Hund Ribston und sie verlangen von dem Hotelbesitzer, ihnen den Wert des Hundes zu zahlen; 200 000 SEK. Es gibt mehrere Verdächtige, die für das Verschwinden infrage kommen. Neben dem Hotelbesitzer, der kurz vor dem finanziellen Ruin steht, gibt es beispielsweise einen Hotelpagen, der eine Hundeallergie hat und sich weigert weiter zu arbeiten, wenn Hunde in dem Hotel aufgenommen werden. Allerdings stellt sich später heraus, dass die Mitglieder der Familie Åkerö selbst den Hund versteckt haben. Sie reisten in unterschiedliche Hotels und behaupteten jedes Mal, ihr Hund sei verschwunden, damit sie die Hotelbesitzer zur Zahlung auffordern könnten. (Folgen 8 bis 9, im schwedischen Original Folgen 16 bis 19)
7. Fall
Die Goldreserven des schwedischen Staates werden im Banktresor der Bank von Valleby aufbewahrt. An dem Tag, an dem sie nach Stockholm transportiert werden, werden sie, trotz eines sehr guten Sicherheitssystems, gestohlen. Es stellt sich heraus, dass der Bankdirektor Hammar und sein Mitarbeiter Rutger Björkhage für den Diebstahl verantwortlich sind. Rutger, der in jungen Jahren Olympiagold im Turnen gewann, konnte sich leicht in den Goldkasten drücken, in dem er versteckt war. Nachts legte er die Goldbarren in Seife, damit sie durch den Boden unter den Laserblitzen zur Tür hindurchrutschen konnten, zu der Hammar sie brachte. Nachdem er alle Goldbarren herausgeholt hatte, benutzte Rutger seine Gymnastik-Methoden, um durch die Laser hindurch zu gehen. (Folge 10, im schwedischen Original Folgen 19 bis 21)
8. Fall
Die Aufführung des Weihnachtsmusicals steht kurz bevor. Ein Kuchen wird ins Theater geliefert. Dieser wird von einigen Mitgliedern des Ensembles gegessen. Später sind sie krank und können nicht am Weihnachtsspiel teilnehmen. Daher sucht der Polizeiinspektor das Detektivbüro LasseMaja auf. Auf dem Nachhauseweg wird er entführt. Es stellt sich heraus, dass die Pastorin für die Entführung verantwortlich ist. Jeden Tag im Dezember versuchte sie, mit dem Polizeiinspektor zu sprechen und ihm darum zu bitten, am Weihnachtsmusical teilzunehmen. Der Polizeiinspektor hatte jedoch immer keine Zeit und konnte nicht darauf eingehen. Daher nahm sie ihn einfach mit in die Kirche. Lasse und Maja entdeckten sie dort, aber der Polizeiinspektor bittet diese, die Pastorin gehen zu lassen. Später darf sie Jesus im Weihnachtsmusical spielen. (Folgen 11 bis 12, im schwedischen Original Folgen 22 bis 24)

## Hintergrund
Detektivbüro LasseMaja (LasseMajas detektivbyrå) wurde als schwedischer Fernsehadventskalender vom 1. bis 24. Dezember 2006 auf Sveriges Television ausgestrahlt. In Deutschland wurde die Serie erstmals vom 15. Dezember bis 22. Dezember 2010 auf dem KiKA gezeigt. Die Fernsehserie basiert auf der Buchserie Detektivbüro LasseMaja (LasseMajas detektivbyrå) von Martin Widmark und Helena Willis. Sie spielt in Lasses und Majas Heimatort Valleby. Die Serie wurde im Frühling 2006 in den Studios von Sveriges Television gedreht.

## Figuren
- Lasse (Teodor Runsiö) und Maja (Matilda Grahn) sind zwei ungefähr 10 Jahre alte Detektive und kennen sich schon sehr lange. Die beiden haben ein Detektivbüro, das sie Detektivbüro LasseMaja (LasseMajas detektivbyrå) nennen. Dort sammeln sie Beweise für Verbrechen usw. und helfen dem Polizeiinspektor von Valleby. Lasse untersucht Probleme zuerst sorgfältig, bevor er handelt. Maja ist etwas unruhig und handelt direkt.

- Der Polizeiinspektor von Valleby (Tomas Norström) arbeitet seit etwa 23 Jahren als Polizeiinspektor. Zu Weihnachten will er ein Weihnachtstheaterstück schreiben und dafür die Regie führen, aber während der Regiezeit werden viele Verbrechen begangen. Lasse und Maja helfen ihm aus.

- Das Sonnenscheinorchester (Solskensorkestern) ist ein Orchester, das die Musik in dem Krippenspiel des Polizeiinspektors spielt. Allerdings glauben die Mitglieder, dass der Polizeiinspektor dumm ist. Sie wollen mit dem Krippenspiel aufhören nach Trelleborg ziehen und stattdessen dort spielen. Letztendlich bereuen sie aber ihr Verhalten. Die Mitglieder des Orchesters sind: Ingeborg (Maria Langhammer, Oboe und Saxophon), Svenborg (Wallis Grahn, Klavier) und Gunborg (Maria Sundbom, Cello)

- Die Pastorin (Pia Johansson) lebt allein in der Kirche von Valleby. Sie möchte unbedingt am Weihnachtsmusical des Polizeiinspektors teilnehmen, aber er hat keine Zeit, mit ihr zu sprechen. Schließlich entführt sie ihn. Aber er verhaftet sie nicht, sondern erlaubt ihr, Jesus im Musical zu spielen.

- Sally Solo (Veronica Dahlström) ist Journalistin. Sie tritt in vielen Programmen auf und interviewt Leute.

- Steve Marsaan (Christer Fant) ist der Besitzer, gemeinsam mit Ulla, des Café Marsaan. Er hasst kaltes Wetter und träumt davon, in ein heißes Land zu ziehen. Er und Ulla Bernhard werden wegen eines Raubüberfalls auf sein Café festgenommen.

- Ulla Bernhard (Annette Stenson-Fjordefalk) ist, gemeinsam mit Steve, Besitzerin des Café Marsaan. Sie soll im Weihnachtsspiel einen Engel spielen, bis sie wegen Raubes des Cafés verhaftet wird. Der Polizeiinspektor mag sie sehr gerne, bis er herausbekommt, dass sie für den Raubüberfall verantwortlich ist.

- Dino Panini und Sara Bernhard (Robin Keller und Emelie Rosenqvist), sind zwei Freunde, die Café Marsaan übernehmen, als Steve and Ulla verhaftet werden. Dino hat ein Problem damit, richtig zu sprechen. Er spielt den Vater von Jesus im Weihnachtsmusical. Sara liebt Hunde.

- Barbro Palm (Margareta Stone) ist die Besitzerin des Museums. Sie ist im Ensemble des Weihnachtsmusicals und liebt Muhammed Karat und heiratet ihn im Film Das Chamäleon schlägt zurück (LasseMajas detektivbyrå – Kameleontens hämnd).

- Krister Lönn (Michael Segerström) ist Nachtwächter im Museum. Er kümmert sich um die Beleuchtung des Theaters.

- Cornelia (Charlott Strandberg) arbeitet als Reinigungsfachkraft im Museum.

- Pernilla (Charlotta Åkerblom) studiert Hautpflege-Therapie, arbeitet aber auch als Kassiererin im Museum.

- Muhammed Karat (Hassan Brijany) ist Juwelier und hat ein eigenes Geschäft. Er ist der einzige auf der ganzen Welt, der zwei exakt identische Diamanten besitzt. Im Film Das Chamäleon schlägt zurück (LasseMajas detektivbyrå – Kameleontens hämnd) heiratet er Barbro Palm.

- Lollo Smith (Jonas Karlsson) stellt im Laden von Muhammed Karat Schmuck her. Er prahlt oft damit, dass er Geld von seinem Vater bekommen hat. Er joggt gerne und isst gerne Granny-Smith-Äpfel.

- Siv Leander (Rachel Mohlin) arbeitet Muhammed Karats Geschäft. Sie spielt die Mutter Jesu im Weihnachtsmusical.

- Trollande Tore (Morgan Alling) hat ein Glücksrad auf dem Weihnachtsmarkt.

- Pyro Pecka (Simon Norrthon) ist Messerwerfer auf dem Weihnachtsmarkt.

- Margareta (Anna-Carin Franzén) hat ein Schokoladenglücksrad auf dem Weihnachtsmarkt, aber statt Schokolade schenkt sie den Gewinnern Karotten, weil diese nahrhafter sind.

- Korv-Kalle (Thomas Olofsson) verkauft Hot Dogs auf dem Weihnachtsmarkt.

- Sofia oder die Eisprinszessin (Amy Diamond) macht Eiskunstlauf auf dem Weihnachtsmarkt zusammen mit ihrem Vater Björn (Nils Moritz), der sich in den Auftritten als Bär verkleidet. Sofia hat einen kleinen Affen namens Sylvester. Im Weihnachtsmusical benutzt Sofia Nebelmaschine und spielt einen Engel. Björn spielt ein Kamel im Weihnachtsmusical und bekommt am Ende eine Stelle als Theaterregisseur.

- Frank Franksson (Jacob Ericksson) ist ein bekannter Autor, der für eine Lesung seines neuen Romans in seine alte Heimatstadt Valleby zurückkehrt. Seit er 7 Jahre alt ist, ist er befreundet mit Jonas Boklund (Johan Ulveson), der einen Buchladen besitzt. Dann geraten die beiden in Streit. Lasse und Maja finden heraus, dass Jonas die Bücher geschrieben hat, von denen Frank und Jonas behaupteten, sie seien von Frank geschrieben worden.

- Ronny Hazelwood (Johan Rheborg) besitzt das Hotel Valleby. Er ist ein Freund des Polizeiinspektors. Er steht finanziell vor dem Ruin und hat Schulden von 200.000 SEK. Letztendlich verkauft er eine Briefmarke, die er von seinem Vater bekommen hat und kann die Schulden abzahlen.

- Die Åkerö Familie (Peter Dalle, Ann Petrén und Joy Linnér Klackenberg) sind eine reiche Familie, die ein Zimmer im Hotel mieten. Plötzlich verschwindet ihr kleiner Hund Ribston. Schließlich finden Lasse und Maja heraus, dass die Familie das Verschwinden des Hundes nur vortäuschte, um Geld von dem Hotelbesitzer Ronny Hazelwood zu verlangen zu können. Als die Familie Åkerö wegen Betrug festgenommen wird, behält Sara Bernhard Ribston.

- Pierre Chaloppes (Özz Nûjen) arbeitet als Page im Hotel. Er hat eine Hundeallergie.

- Riita (Ellen Mattsson) ist Köchin im Hotels und hilft Pierre bei seiner Hundeallergie.

- Hammar (Carl-Magnus Dellow) ist Direktor der Bank von Valleby. Zusammen mit seinem Mitarbeiter Rutger Björkhage (Anders Andersson), der 1960 Olympiagold im Turnen gewann, versuchte das Gold der Bank zu stehlen.

- Maria de La Cruz (Alexandra Rapaport) ist Sicherheitschefin der Bank.